# ГЕС Кінгс-Рівер
ГЕС Кінгс-Рівер — гідроелектростанція у штаті Каліфорнія (Сполучені Штати Америки). Знаходячись між ГЕС Balch 1, 2 (вище по течії) та ГЕС Пайн-Флет, входить до складу каскаду у сточищі Кінгс-Рівер, яка дренує західний схил гір Сьєрра-Невада та у нижній течії розділяється на два рукави, котрі прямують на північ (до впадіння ліворуч у річку Сан-Хоакін, що завершується в затоці Сан-Франциско) та на південь (у безсточне озеро Tulare, яке до реалізації масштабних іригаційних проектів могло в періоди високої водності мати сток до Сан-Хоакін через реверсований південний рукав Кінгс-Рівер).
Відпрацьована на станції Balch вода потрапляє до створеного на Норт-Форк-Кінгс-Рівер (правий витік Кінгс-Рівер) нижнього балансувального резервуару з площею поверхні 0,03 км2 та корисним об’ємом 0,69 млн м3, який утримує бетонна аркова гребля висотою 36 метрів та довжиною 73 метри. Звідси під правобережним масивом прокладений дериваційний тунель довжиною 5,6 км, котрий складається з двох частин, розділених водоводом довжиною 0,6 км, перекинутим над долиною Dinkey Creek (права притока Норт-Форк-Кінгс-Рівер). По завершенні тунель переходить у напірний водовід довжиною 0,55 км зі спадаючим діаметром від 2,7 до 2,3 метра. Останній подає ресурс до машинного залу, розташованого вже на правому березі Кінгс-Рівер нижче від злиття її витоків.
Основне обладнання станції становить одна турбіна типу Френсіс потужністю 52 МВт, яка використовує напір у 243 метри та в 2017 році забезпечила виробітку 226 млн кВт-год електроенергії.